# Piskopianó
Piskopianó, en grec moderne : Πισκοπιανό, est un village côtier du dème de Chersónissos, dans le district régional de Héraklion, de la Crète, en Grèce. Selon le recensement de 2001, la population de Piskopianó compte 450 habitants. Il est situé à une altitude de 90 m et à une distance d'environ 26 km de Héraklion.